# 阿拉伯复兴社会党—伊拉克地区
阿拉伯复兴社会党—伊拉克地区（阿拉伯语： Hizb Al-Baath Al-'Arabi Al-Ishtiraki fi Al-'Iraq），简称伊拉克复兴党，是伊拉克的一个政党，现被伊拉克政府列为非法政党。其前身是复兴党在伊拉克的分支机构，由福阿德·里卡比于1951年组建。1963年，复兴社会党曾在伊拉克短暂夺取政权。1966年，复兴党分裂为伊拉克复兴社会党（代表党内右派）和叙利亚复兴社会党（代表党内左派）两个互相敌对的党派。1968年，伊拉克复兴社会党重新夺取政权。1979年，萨达姆上台之后，实行独裁统治，直到萨达姆政权在2003年伊拉克战争中被以美国为首的联军推翻为止。此后，伊拉克复兴社会党被列为非法政党。2006年12月，萨达姆被处决之后，伊扎特·易卜拉欣·杜里继任伊拉克复兴社会党书记，成为该党的领导人。